# Paxtepec, Veracruz
Paxtepec är en ort i Mexiko.   Den ligger i kommunen Coacoatzintla och delstaten Veracruz, i den sydöstra delen av landet, 230 km öster om huvudstaden Mexico City. Paxtepec ligger 1 429 meter över havet och antalet invånare är 288.
Terrängen runt Paxtepec är huvudsakligen kuperad, men åt nordväst är den bergig. Runt Paxtepec är det mycket tätbefolkat, med 3 369 invånare per kvadratkilometer. Närmaste större samhälle är Xalapa, 13,1 km söder om Paxtepec. I omgivningarna runt Paxtepec växer huvudsakligen savannskog.